# ТЕС Мішор-Ротем
31°3′32″ пн. ш. 35°10′25″ сх. д. / 31.05889° пн. ш. 35.17361° сх. д.
ТЕС Мішор-Ротем – теплова електростанція в Ізраїлі у північній частині пустелі Негев, за вісім десятків кілометрів південніше від Єрусалиму. Використовує технологію комбінованого парогазового циклу.
У 2013 році на майданчику станції ввели в експлуатацію один енергоблок потужністю 440 МВт. В ньому встановлена одна газова турбіна, котра через котел-утилізатор живить одну парову турбіну.
Як паливо станція використовує природний газ, який подається по Південному газопроводу. При цьому був укладений довгостроковий контракт на постачання ресурсу, видобутого на офшорному родовищі Тамар.
Проект реалізували через компанію OPC Rotem, власниками якої є державна Israel Corporation (80%) та французька Veolia (20%).